# Ramon Isern Solé
Ramon Isern Solé   (Barcelona, 26 de juliol de 1914 - Trondheim, 4 de maig de 1989) va ser un escultor, pintor i gravador català i noruec. Va treballar també el collage, l'escenografia i el disseny de patrons per tapís. Isern va realitzar els seus estudis artístics a Barcelona on va estudiar a l'Academia de Bellas Artes de San Jorge entre 1930 i 1936.

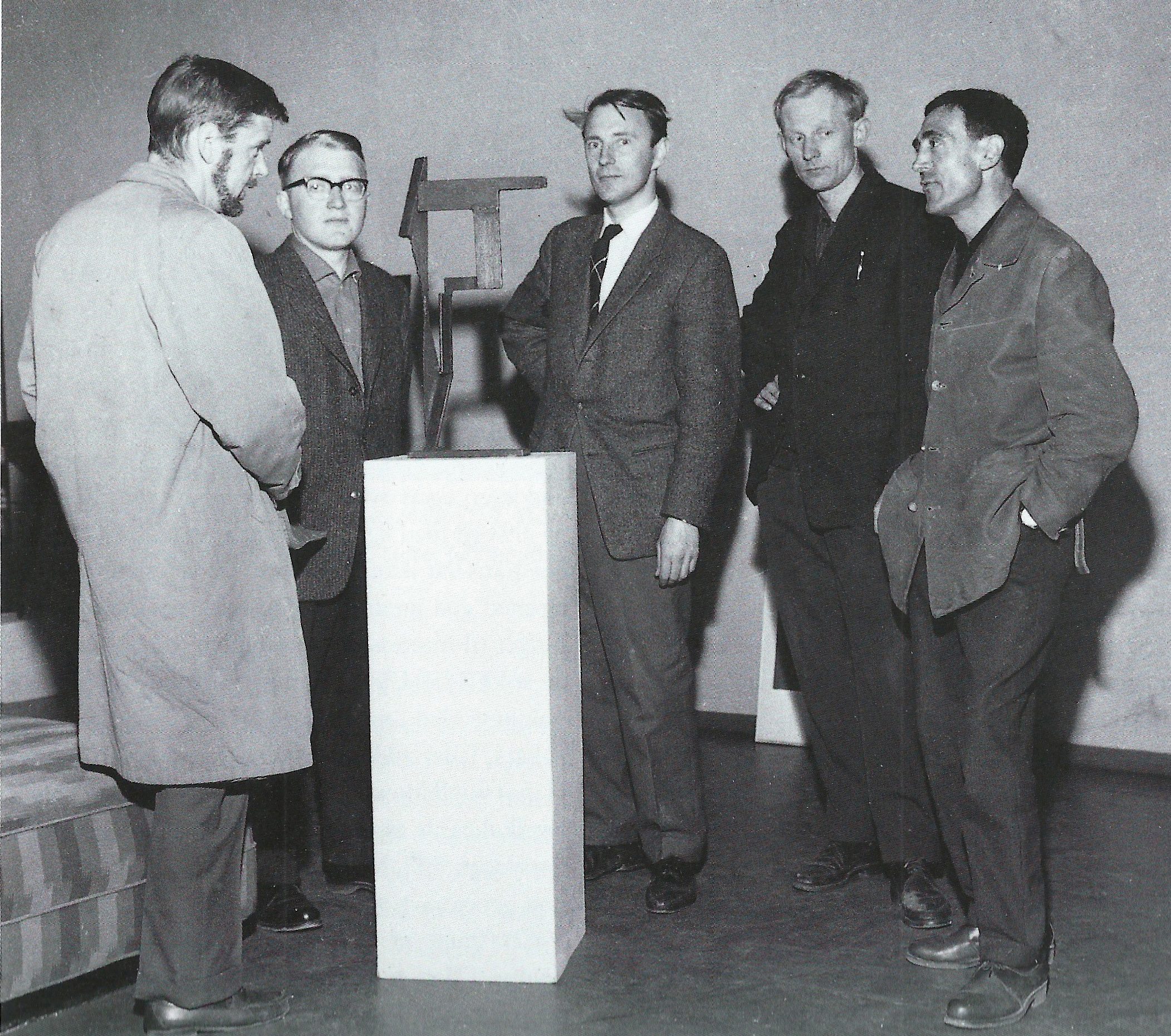
Els components del Gruppe 5 fotografiats a la seva primera exposició l'any 1961. Reunits al voltant d'una escultura d'Isern, des de l'esquerra: Tiller, Ljøsne, Wold, Bleken i Isern. Fotografia: Schoødrearkiv /Sverresborg-SVB

Va realitzar la seva primera exposició pública l'any 1932 (o 1933, les dades són incertes), a les Galeries Laietanes de Barcelona. Durant la Guerra Civil espanyola va estar allistat a l'exèrcit republicà i posteriorment exiliat a França d'on va ser expulsat i enviat a un camp de concentració franquista.
El 1954 arribà a Oslo on va realitzar la seva primera exposició individual. Mentre era a Oslo, es va separar de la seva dona i el desembre de 1955 es va casar amb l'actriu i periodista Gerd Isern (de soltera Hoppestad). Es van traslladar a Trondheim, Noruega, l'any 1956. Junts van tenir dos fills.
El 1959 va formar part del grup artístic noruec Terningen i el 1960 va prendre la iniciativa de crear la comunitat artística Gruppe 5. Els altres artistes de la comunitat eren Håkon Bleken, Halvdan Ljøsne, Lars Tiller i Roar Wold, tots ells col·legues a l'institut Noruec de Tecnologia NTH, on excercien l'ensenyament al departament d'arquitectura.
El 1963, en va obtenir la nacionalitat noruega.

## Escultura

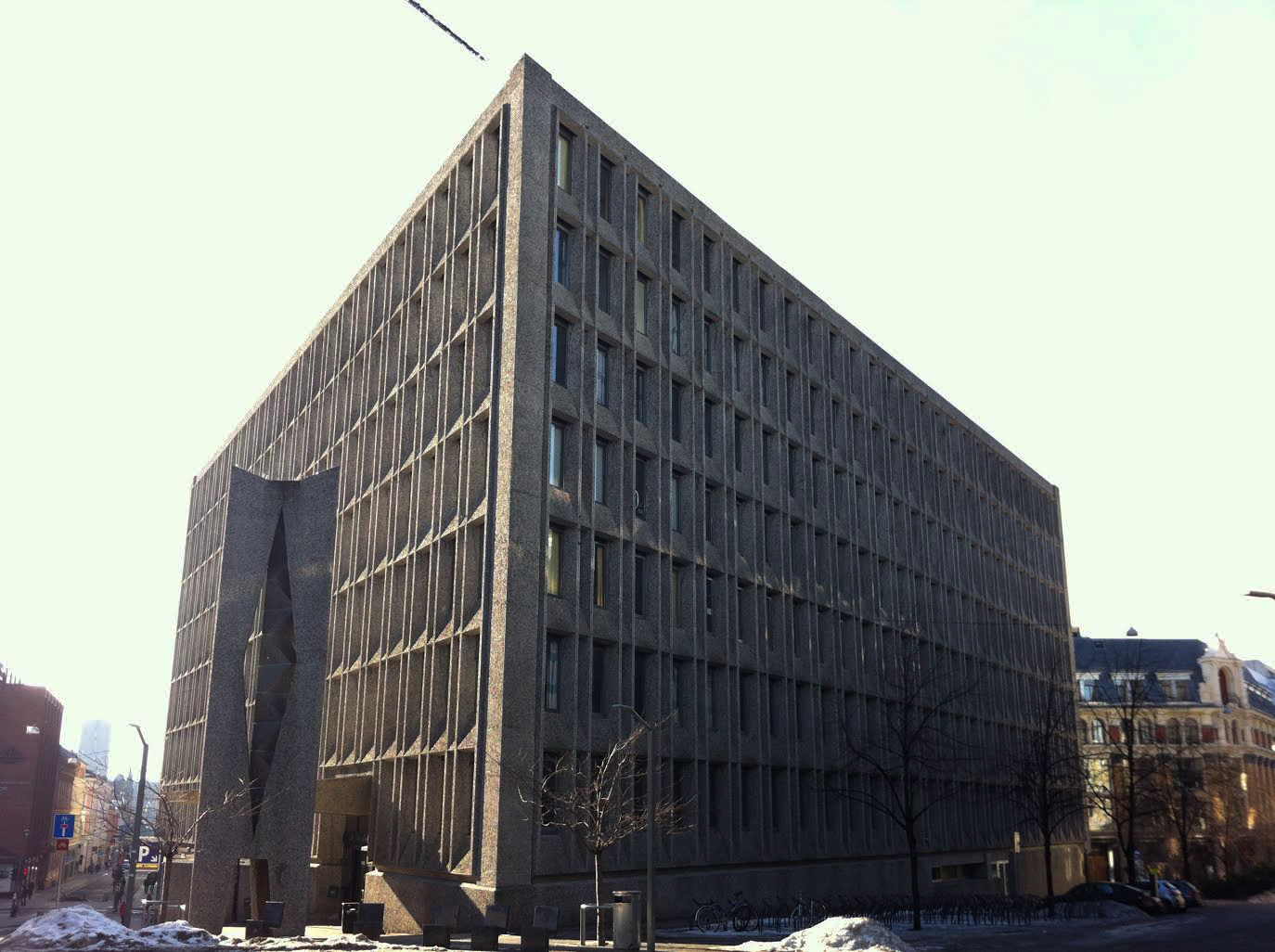
L'escultura Tetraeder, a Oslo edifici de la direcció de Salut, Sant Olavs a Oslo (1969). Fotografia; Kj. Lie

Entre 1951 i 1952 Isern es va consolidar com escultor amb la seva obra Mediterráneo, coneguda més tard amb el títol Naken i solen (Nus al sol) en una exposició a Barcelona. Els anys següent va realitzar diverses exposicions tant a Catalunya com a altres països. Va guanyar el premi SABENA l'any 1953 a Brussel·les i va ser convidat a exposar a Copenhaguen i Oslo.
Si els primers anys de la seva carrera va treballar principalment amb escultures figuratives influenciades pel noucentisme posteriorment es va concentrar en la forma, els volums i les superfícies, tot subratllant que l'escultura tindria "la seva pròpia qualitat sense assemblar-se o replicar el model a tots els seus detalls". Un trencament formal i conceptual que el van situar com un referent de l'avantguarda noruega de postguerra.
De la seva estapa figurativa, tant Sittende sirkuspike com la citada Nus al sol es consideren les seves principals obres.
Cap a finals de la dècada de 1950 va començar a treballar amb un llenguatge abstracte i modern, aspectes inclosos a les obres tridimensionals de "ferralla". Segons ell, fins i tot va créixer i avançar en aquesta forma d'expressió a través de converses amb Arne Korsmo i Gunnar S. Gundersen. Åpen form (Forma oberta) de l'any 1958 va ser la seva primera escultura de la seva etapa abstracta. Els seus primers anys d'estada a Noruega va tornar a coincidir amb l'arquitecte i pintor Jordi Tell Novellas, també a l'exili noruec, amb el que va realitzar exposicions a Fredrikstad, Stavanger, Molde i Trondheim entre 1956 i 1957.
El professor Svein Aamold descriu la producció d'Isern com a escultor, com a "diversa, però no exhaustiva". Ha catalogat 152 obres, que es presenten en un apartat de la seva tesi doctoral.

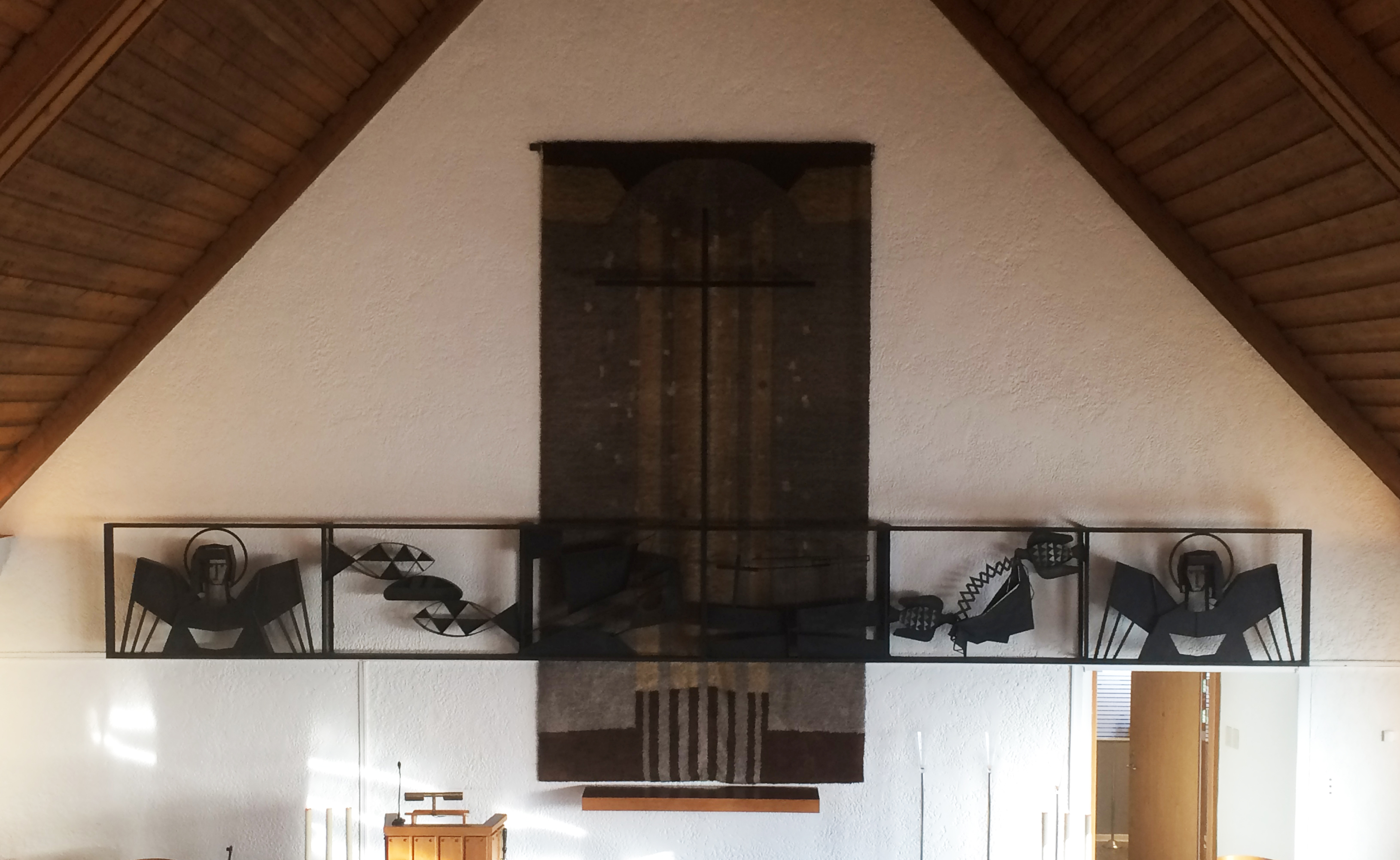
Alterutsmykning, Capella de l'esglèsia de Lademoen.Fotografia: Kj. Lie

## Altres mitjans i tècniques
Des de l'any 1966, Isern va experimentar més amb altres formes d'expressió de l'escultura. Les tres dimensions de la seva obra van ser sovint dissenyades en relació amb l'arquitectura. Va seguir presentant obres a concursos, i en alguns casos se li va encarregar la seva realització. Un exemple és un mascaró per al vaixell danès MS «Kong Olav V» el 1960-1961, una altra decoració d'altar per a la capella de Lademoen.
Des de l'inici de la dècada de 1960, va treballar el collage amb papers. Al principi va tallar les formes directament en papers de color com la tècnica més espontània. Va esquinçar -en lloc de tallar- i va utilitzar, entre altres coses, trossos de paper que va trobar i trossos de cartells.
El 1961 Isern va arribar a un acord amb l'empresa textil Un/S Sellgren amp; Co. El punt de partida per a la producció a l'empresa van ser els collages d'Isern, que van ser traspassades a dibuixos de treball pels tapissos. La idea era, en principi, produir els tapissos per les seves exposicions, però també per produir packs comercials amb la recepta i filats, pensat per a que els compradors elaboressin els tapissos ells mateixos. Tant el Nordenfjeldske Kunstindustrimuseum (Museu de les arts decoratives) com la Nasjonalgalleriet van comprar els tapissos de les seves exposicions. Isern desitjava arribar a un públic més ampli amb el seu art, cosa que va aconseguir amb aquestes vendes.
Des de mitjans de la dècada de 1970, va treballar també amb serigrafia. Aquesta era també una forma d'art que s'adiua amb l'ambició d'arribar a un públic més ampli. El seu primer treball en aquesta tècnica és, probablement, una sèrie de cinc llàmines serigrafiades a partir de 1975, amb motius inspirats en els seus collages anteriors. Tant galeries com particulars compraren les seves serigrafies. Va treballar amb aquesta tècnica fins a la seva mort. Un dels treballs es realitza amb el Gruppe 5 en una exposició l'any 1980.

## Exposicions (selecció)
En la tesi doctoral es pot trobar una visió integral de les exposicions d'Isern. Aquestes són algunes de les més representatives.
Exposicions individuals

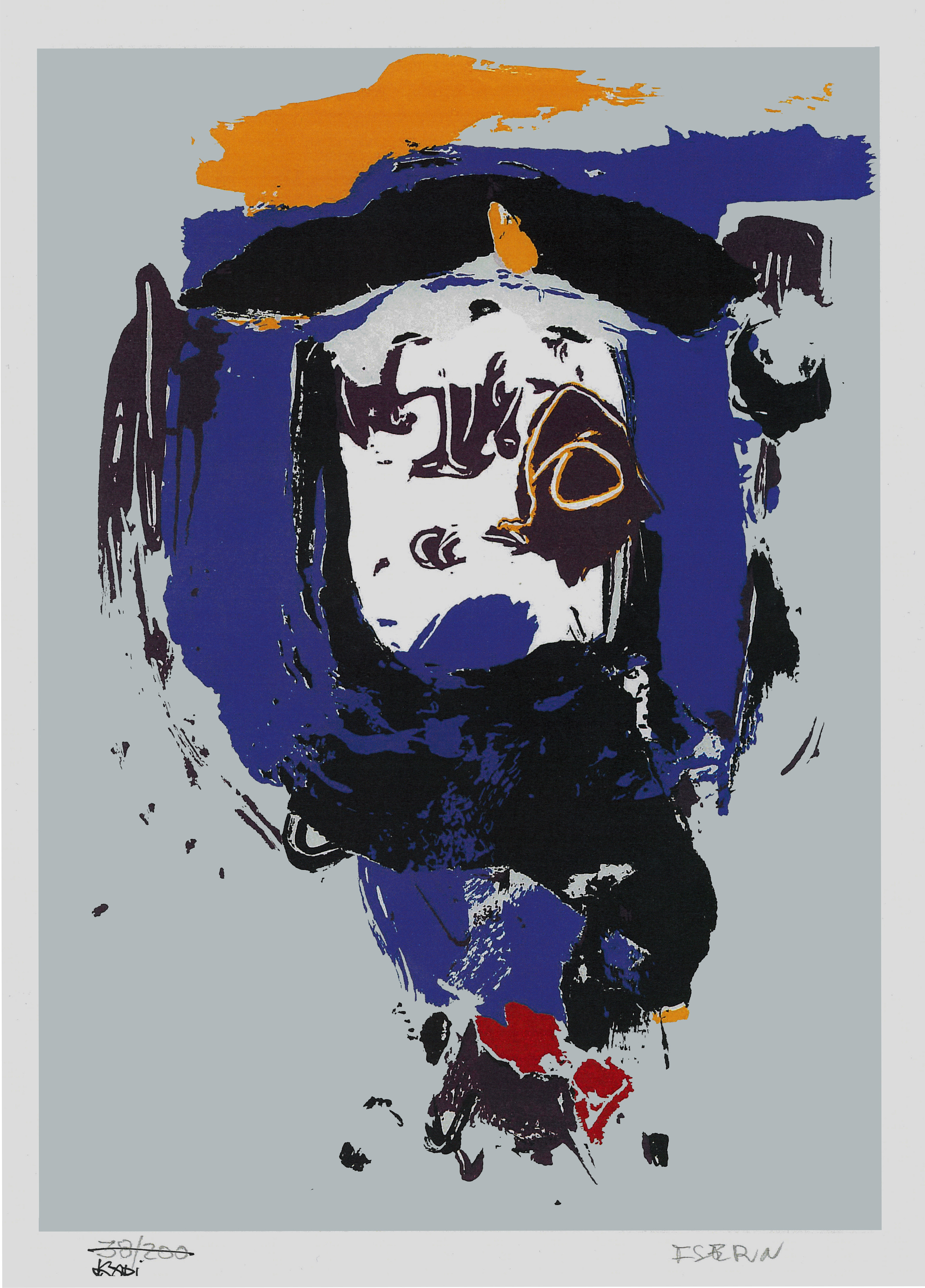
Serigrafia d'Isern, c. 1980

- 1954 Tre katalanske kunstnere: Spansk nåtidskunst (Tres artistes catalans: Art espanyol contemporàni: Marc Aleu, Jordi Fornas, Ramon Isern.  Oslo Kunstforening (Els dos primers artistes van mostrar pintures i dibuixos, Isern va mostrar escultures)[19]
- 1954 Kunstforeningen, Copenhaguen
- 1955 Isern; Tàpies, Tharrats. Sturegalleriet, Estocolm
- 1956 Bergen kunstforening
- 1956 Christianssands Kunstforening
- 1957 Trondhjems kunstforening
- 1960 Marc Chagall, farvelitografier. Ramon Isern, escultures, gouacher.  Oslo kunstforening
- 1962 Ramon Isern: Collages; ryer.  Nordenfjeldske kunstindustrimuseum
- 1980 Ramon Isern, collage, gràfics. Victor Sparre, pintura.  Bergen kunstforening
- 1980 Ramon Isern: Collages.  Galleri Riis, Oslo
- 1987 Ramon Isern: Retrospectiva 1957-1987.  Trondhjems kunstforening
- 1992 Salutació a Ramon: Ramon Isern, collages, serigrafier.  Galeria Ismene, Trondheim, Noruega

## Contractació pública i treballs (selecció)
- Nu al sol, escultura, bronze (1950-51?). Museet for samtidskunst. Aquesta escultura va ser comprada pels noruecs Richard Furuholmen i Hroar Olsen per a l'exposició a Oslo l'any 1954, i donada posteriorment a la Nasjonalgalleriet.[20]
- Pomona, escultura de pedra calcària (1950-54?), Bergen Kunstmuseum.
- Madonna fra havet (Mare de Déu de la mar), escultura, diversos materials (1958), Trondhjems kunstforening
- Dansende form (Forma ballant), escultura, ferro (1959-60), Museet for Samtidskunst